# Mokrodolci
Mokrodolci je drama  Frana Roša napisana leta 1946. Godi se med prvo in drugo svetovno vojno v podeželskem trgu.

## Osebe
- Avgust Majnik: veletrgovec
- Ema: žena
- Gizela: hči
- Dr. Hinko Kogej: odvetnik, nečak
- Tone Tičar: stavbenik
- Lojze Ogrič: živinozravnik
- Filip Arnejšek: lesni industrijec in župan
- Dragotin Pešec: učitelj
- Stane Brinšek: učitelj
- Jožica Trčkova: poštarica
- Dr. Miloš Čurič: minister b. p.
- Jakob Guštin: čevljar
- Slakova
- Lenka: služkinja
- Okrajni načelnik

## Zgodba
1. dejanje: V Mokrem dolu je večino dosegla opozicija pod vodstvom Tičarja. Majnik, ki je s tem izgubil poslansko mesto, zabavlja na demokratizem, ki ruši državo; v državi je vladna stranka sicer zmagala, ni še vsega konec, a treba se bo boriti ... Pešec, ki je kot predsednik volilne komisije krepko goljufal v Majnikovo korist, prinese vest, da bo Tičar šel v skupščino, se tam boril zoper korupcijo, namerava odpreti afero o nekakšnih železniških pragovih. Majnik, ki je v afero vmešan, se prestraši in rad prisluhne Kogejevemu nasvetu: s Tičarjem naj se pomiri, za to naj uporabi Gizelo, ki se s Tičarjem lepo gleda. Majnik takoj ukrepa: hčerki vzbudi upanje glede Tičarja, če bo ta le ustavil vse napade nanj. Tedaj pride vest, da v mokrodolskem okrožju opozicija ni dosegla potrebnega količnika, poslanec je torej še vedno Majnik. Vsa elita prihiti čestitat, zadovoljna je celo histerična Ema, Trčkova prinese pozdravne brzojavke, pod oknom igra godba, pokajo možnarji.
2. dejanje: Majnik se pripravlja na nastop v skupščini, v njegovem zmagoslavju pa kapljica pelina: sin, ki je kot komunist zaprt. Od Trčkove, ki prevoha vso pošto, izve, da ima Tičar nezakonskega otroka in novice je vesel, uporabi jo za boj zoper tekmeca, ki ga zdaj ne potrebuje več. Tudi do žene, ki mu očita njegove stalne skoke čez plot, je trd, še bolj do Gizele, prepove ji misliti na Tičarja, za moža ji je namenil bogatega Ogriča. Gizela je nesrečna, toda očetu se ne upa upreti, prosi ga le, naj bo prijazen s Tičarjem, ki se je bil napovedal na obisk. Ko ta pride, je zelo pomirljiv: čestita za zmago, misli umakniti iz politike, nobenih afer ne bo načenjal; ko pa zaprosi za Gizelino roko, Majnik izkoristi priložnost in mu pokaže vrata: Gizelo bo v najkrajšem možnem času poročil z Ogričem in pika! Vendar njegov položaj ni trden: širijo se govorice, da je opozicija le dosegla količnik, pripada ji en mandat, le to se ne ve, ali v Mokrem dolu ali v Bistrici. Ko pa prispe brzojavna čestitka samega ministra Čuriča, si Majnik spet opomore in vse bi bilo v redu, če ne bi v sredo družbe pridrla Slakova, Majnikova nekdanja ljubica, ki bi si rada izprosila trafiko. Ema dobi histerični napad, Slakovo izrinejo iz hiše, vse je razburjeno.
3. dejanje: Ogrič vneto piha Gizeli na dušo, ko Pešec naznani, da v Mokri dol prihaja sam minister, opozicija pa da je dobila mandat v Bistrici. Toda Čurič pove drugače: v Mokrem dolu je zmagal Tičar. Razočaranje je veliko, Čurič pa zaupno povpraša Majnika, če bi se Tičarja dalo pridobiti za vladno stran. Majnik seveda zanika vsakršno možnost, toda v pogovoru z ministrom se Tičar izkaže za zelo kooperativnega: v zameno za vrsto ugodnosti prestopi na stran vlade, za povrh prosi še za posredovanje glede Gizele. Čurič skliče gospodo, drži govor, sprejem prošnje, nato pa oznani, da je mokrodolski mandat za stranko rešen, prevzel ga bo Tičar, Majnika pa bodo imenovali v senat. To Majnika toliko omehča, da seže Tičarju v roko, pristane celo na združitev z Gizelo, čeprav škripaje z zobmi. Pešec hoče spravljene veljake fotografirati, ko Brinšek pokvari idilo: ne bo zraven, ne bo se družil s pokvarjenimi gobezdači, ki so ljudstvu sedli za vrat - prišel bo čas, ko si bo ljudstvo svoje pravice vzelo samo! Vsi so ogorčeni, Majnik pokaže Brinšku vrata, Čurič kliče za njim orožnike. Tedaj prihiti Trčkova z brzojavko: vlada je odstopila! V splošni osuplosti Čurič prebere brzojavko in navzoče pomiri: odstop je zgolj formalnost, nič se ne bo eksperimentiralo, nič spreminjalo - mi ostanemo, kot smo bili. Ob zvokih godbe in živijo klicih Pešec pritisne zgodovinsko fotografijo vsesplošne narodne sloge.